# ジェイミー・キング
ジェイミー・キング (Jamie King) はアメリカ合衆国の振付師兼演出ディレクター。
ビルボード・ミュージック・アワード2014にてマイケル・ジャクソンのホログラムパフォーマンスの振付、実演を行った。

## 略歴
彼が振付・演出を手がけたアーティストは、マイケル・ジャクソンのほか、プリンス、マドンナ、P!NK, クリスティーナ・アギレラ、リッキー・マーティン、ブリトニー・スピアーズ、シャキーラ、ジョージ・マイケル、マライア・キャリー、ダイアナ・ロス、エルトン・ジョンなど多数。エミー賞候補、MTV Video Music Awardsにも、ノミネートされた経歴がある。
マドンナとの関係は特に深く、「ヒューマン・ネイチャー」、「ドント・テル・ミー」のビデオでの振付、「Drowned World Tour」（2001年）、「The Re-Invention Tour」（2004年）、「Confessions Tour」（2006 - 2007年）などのツアー・ディレクションのほか、「ソーリー』（2006年）では初の映像監督を担当。ビデオはMTVロンドンのTotal Request Liveで第1位を獲得、MTVイタリアでも第1位を獲得した。「ハング・アップ」ではMTV VMA ベスト・コレオグラフィーにノミネートされている。2007年12月 - 2008年1月までのスパイス・ガールズ再結成ツアーや、2008年3月のセリーヌ・ディオンのワールドツアーでは音楽監督を担当。

### 主な活動（コーディネート）
- クリスティーナ・アギレラ：Back To Basic Tour（2006年）
- Rain（ピ）：RAIN’S COMING 06/07 RAIN WORLD TOUR（2007年）
- リッキー・マーティン：Black & White　World　Tour（2007年）
- カニエ・ウェスト：Glow In The Dark Tour（2007年）

### 主な活動（リリース）
- 「ジェイミー・キングのRock Your Body」(DVD) - クリエイティヴ・コア、2008年2月27日発売

### Rock Star Workout
ジェイミー・キングがスポーツメーカーのナイキと共同で2005年にプロデュースしたダンス・ワークアウト。日本ではティップネスがプログラム展開。3か月ごとに「ヒップホップ」、「アフリカ」などとテーマを変えて行われるプログラムはジェイミー自身が振付をし、公認のインストラクターたちがレッスンを担当している。また、自身は『Rock Your Body』としてアメリカでダンス・ワークアウトDVDと書籍を制作している。なお、ダンス・ライフスタイル雑誌『DDD』（ダンスダンスダンス）が行っている参加型ダンスイベント「DDD Recommend」と、ナイキ「ROCKSTAR WORKOUT」がコラボレーションした企画も毎年全国で実施されている。